# Lista över iranska mästare i fotboll
Denna lista över iranska mästare i fotboll sammanfattar de olika nationella mästerskap i fotboll som har funnits i Iran genom tiderna. Mästerskap i futsal är inte listade i denna artikel.

## Herrar
Trots att fotboll har spelats länge i Iran, och lokal ligafotboll har spelats åtminstone sedan 1920, så har nationella mästerskap endast spelats sporadiskt före 1970.

### Mästarcupen
Under perioden 1957–1968 spelades det sporadiskt en mästarcup (persiska: جام قهرمانی فوتبال ایران), förmodligen huvudsakligen i utslagsformat.

- 1957 – Taj[a], Teheran[2]
- 1959 – Tabriz (distrikts-/stadslag)[2]
- 1960 – Jam, Abadan[2]
- 1961 – Aria Mashhad,[b] Mashhad[2]
- 1962 – Daraei, Teheran[2]
- 1964 – Teheran (distriktslag)[2]
- 1965 – Pas, Teheran[2]
- 1966 – Pas, Teheran[2]
- 1967 – Pas, Teheran[2]
- 1968 – Paykan, Teheran[2]

### Regionalcupen
- 1970/71 – Taj,[a] Teheran[3]
- 1971/72 – Persepolis, Teheran[3]

1972/73 spelades inget mästerskap.

### Takhte Jamshid-ligan
- 1973/74 – Persepolis, Teheran[3]
- 1974/75 – Taj[a], Teheran[3]
- 1975/76 – Persepolis, Teheran[3]
- 1976/77 – Pas, Teheran[3]
- 1977/78 – Pas, Teheran[3]

- 1978/79 – Ej färdigspelad på grund av islamiska revolutionen.[3]

### Qods-ligan
1979–1989 spelades inga nationella mästerskap för klubblag. Klubblag kunde endast delta i regionala eller provinsiella ligor.
1985 bildades dock Qods-ligan, som var en liga för provinslag eller distriktslag. Ursprungligen deltog 9 provinser/distrikt: Teheran A, Teheran B, Esfahan, Gilan, Mazandaran, Khorasan, Fars (provins), Östazarbaijan och Khuzestan. I detta format avgjordes ligan under fyra säsonger. Den femte säsongen blev dock ligan ett mästerskap för klubblag, och föregick således Azadegan League. Esteghlal blev 1989 således det första klubblag att bli nationella mästare sedan 1978. Därefter avbröts ligan.
Med provinslag:
- 1985/86 – Teheran A
- 1986/87 – Esfahan
- 1987/88 – Esfahan
- 1988/89 – Teheran A

Med klubblag:
- 1989/90 Esteghlal, Teheran[3]

1991 utsågs ingen mästare.

### Azadegan League
1991 bildades återigen en nationell serie för klubblag, Azadegan League (persiska: ليگ آزادگان, ungefär frihetsligan). Under det första året spelades ligan som en gemensam serie med 12 lag, därefter växlade ligan under några år mellan en och två serier med totalt 14–24 lag. Från säsongen 1995/96 till säsongen 2000/01 spelades ligan som en gemensam serie med 12–16 lag. När sedan den iranska proffsligan startade 2001 kom serien att bli andra nivå i seriesystemet, med upp- och nedflyttning till IPL.
Mästare genom seger i Azadegan League:

- 1991/92 – Pas, Teheran
- 1992/93 – Pas, Teheran
- 1993 – Saipa, Teheran
- 1994/95 – Saipa, Teheran
- 1995/96 – Persepolis, Teheran
- 1996/97 – Persepolis, Teheran
- 1997/98 – Esteghlal, Teheran
- 1998/99 – Persepolis, Teheran
- 1999/00 – Persepolis, Teheran
- 2000/01 – Esteghlal, Teheran

### Iran Pro League / Persian Gulf Pro League
Den 2 november 2001 bildades den iranska proffsligan, IPL. Tanken var att en professionell liga skulle vara gynnsam för utvecklingen av fotbollen i landet. Namnet har av det iranska fotbollsförbundet ändrats till att officiellt heta Persian Gulf Pro League, vilket på engelska har skrivits in i dess logga, men namnet uppfattas som kontroversiellt av vissa arabländer, och bland annat anger AFC alltid liganamnet som Iran Pro League.
Mästare sedan 2001/02:

- 2001/02 – Persepolis, Teheran[3]
- 2002/03 – Sepahan, Esfahan[3]
- 2003/04 – Pas, Teheran[3]
- 2004/05 – Foolad, Ahvaz[3]
- 2005/06 – Esteghlal, Teheran[3]
- 2006/07 – Saipa, Teheran[3]
- 2007/08 – Persepolis, Teheran[3]
- 2008/09 – Esteghlal, Teheran[3]
- 2009/10 – Sepahan, Esfahan[3]
- 2010/11 – Sepahan, Esfahan[3]
- 2011/12 – Sepahan, Esfahan[3]
- 2012/13 – Esteghlal, Teheran[3]
- 2013/14 – Foolad, Ahvaz[3]
- 2014/15 – Sepahan, Esfahan[3]
- 2015/16 – Esteghlal Khuzestan, Ahvaz[3]
- 2016/17 – Persepolis, Teheran[3]
- 2017/18 – Persepolis, Teheran[3]
- 2018/19 – Persepolis, Teheran[3]
- 2019/20 – Persepolis, Teheran[3]
- 2020/21 – Persepolis, Teheran[3]
- 2021/22 – Esteghlal, Teheran[2][6]

### Antal nationella mästerskap per klubb sedan 1970
Följande klubblag har vunnit nationella mästerskap under perioden 1970–2022 (39 titlar, varav sju före 1989):
- 14 – Persepolis, Teheran
- 9 – Esteghlal, Teheran[6]
- 5 – Pas, Teheran, och Sepahan, Esfahan
- 3 – Saipa, Teheran
- 2 – Foolad, Ahvaz
- 1 – Esteghlal Khuzestan, Ahvaz

## Damer
Mästerskapet för damer avgörs genom Kowsar damfotbollsliga, som bildades 2007. Formatet för mästerskapet 2020/21 innebar att ligan delades upp på två serier. De två bästa i varje serie möttes i semifinaler och final, som avgjordes i dubbelmöten.

- 2007/08 – Bal Gostar, Mazandaran[8]
- 2009/10 – Malavan, Bandar-e Anzali[8]
- 2010/11 – Shen Sa, Arak[8]
- 2011/12 – Shahrdari Bam, Bam[8]
- 2012/13 – Shahrdari Bam, Bam[8]
- 2013/14 – Shahrdari Bam, Bam[8]
- 2014/15 – Shahrdari Bam, Bam[8]
- 2015/16 – Shahrdari Sirjan, Sirjan[8]
- 2016/17 – Ayande Sazan Mihan, Esfahan[8]
- 2017/18 – Shahrdari Bam, Bam[8]
- 2018/19 – Shahrdari Bam, Bam[8]
- 2019/20 – Shahrdari Bam, Bam[8]
- 2020/21 – Shahrdari Sirjan, Sirjan[8]

### Antal segrar per klubb
Till och med säsongen 2020/21 hade följande klubbar vunnit mästerskapet:
- 7 – Bam Khatoon FC[c] (f.d. Shahrdari Bam)
- 2 – Shahrdari Sirjan
- 1 – Malavan, Ayande Sazan Mihan, Bal Gostar, Shen Sa